# メガロン

メガロン形式の平面図。1: 控えの間、2: ホール (メインの間)、3:ポーチの柱とホール

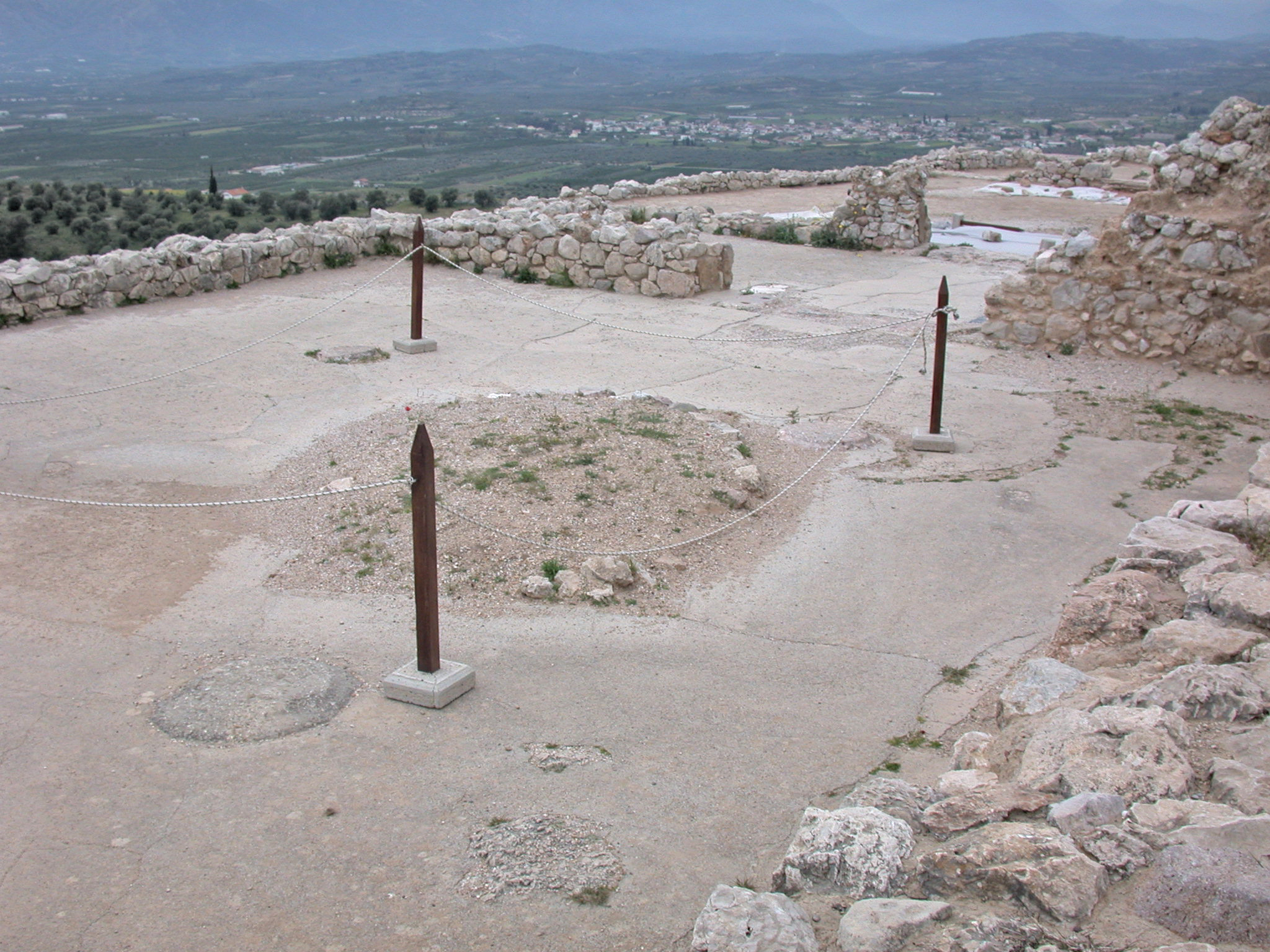
ミケーネのメガロン形式、メインホール（前景に円形の炉床が見える）から控えの間とポーチの眺め。

メガロン (mɛɡəˌrɒn、古代ギリシア語μέγαρον、複数形megara (mɛɡərə))は、古代ギリシアの宮殿における大広間の形式。長方形のホール、2本の柱が立つ開けたポーチが前面にあり、中央付近に4本の柱に囲まれ、上部の屋根に開いたオクルスへと通じる炉床がある。柱によって支えられた開けたポーチがあることから、特にエーゲ海諸島において見られるものである。入口はその位置からメガロンを識別する特徴となるものである。入口は長さの短い壁に設置されていたため、奥行が幅よりも長くなっている。多くの場合、中央のメガロンを囲む記録保存室、執務室、搾油用の部屋、工房、窯元、神殿、廊下、兵器庫のほか、ワイン、油、小麦等の貯蔵室といった多くの部屋が存在していた。

## 構造
メガロンの構造には、ギリシアの神殿のレイアウトへとつながる兆しが見られる。柱のある入口、プロナオス、中央のナオスとケラから構成される。このメガロンのデザインの元になった最初期の例は、新石器時代のロシアに見られる。初期のメガロンでは勾配つきの屋根のほか、平屋根や半円筒型の屋根が用いられた。現存している初期のメガロンの屋根はすべて破壊されているため、正確な屋根のタイプは分かっていない。建築理論においては、メガロンは最初期の建築形態であると考えられている。
床は模様付きのコンクリートで、カーペットで覆われていた。壁にはフレスコと呼ばれる象嵌を用いた絵画があり、その多くはフェニキア様式によるものであった。メガロンは、建築理論においてあらゆるオーダー（建築様式）の礎になったと考えられている。元は、非常にカラフルなミノア式のオーダーによっており、内部には焼きレンガを使用し、木製の屋根をはりで支えていた。屋根の上には陶器とテラコッタの瓦が敷かれていた。ドアは木の装飾が施された金属製で多くは二枚戸である。メガロンには足洗い場も設置されていた。横長の比率は、初期ドーリア式の神殿にも見られる構造である。

## 目的
メガロンが果たしていた機能は、詩の披露、宴会、会議、礼拝等多岐にわたる。王のため、あるいは裁判のためにも使用された。地下の神々（クトニオス）等に対して動物の生贄を捧げるといった宗教的な機能も果たしていた。

## 例
有名なメガロンとしては、ティリンスの王宮における巨大な客殿がある。そのメインの間の右側に壁を背にした高くなった玉座、そして中央の炉床に加えてこれを囲むミノア式の木製の柱が4本あり、屋根を支持する役割を果たしていた。これはクレタの影響を受けたもので、ミノア式建築の宮殿の形へと進化した。その後、ミケーネ人がこのデザインを引き継ぎ、ギリシアの特徴といえるものにした。ピュロスのフレスコには、飲食をする人物を描いたものがある。これは、ギリシアの文化においては重要な活動だった。雄牛もまた多くのギリシアのフレスコに用いられた。他の有名なメガロンとしてはティリンス、テーバイ、ミケーネ、ピュロスのものがある。このような装飾によって、メガロンの各部屋に統一感を持たせるとともに、著名なメガロンをそれぞれユニークなものとしている。ギリシアではその文化ごとに異なるユニークなメガロンが存在した。例えば、本土に住む人々は中央のメガロンを他の部屋と離す傾向があったが、クレタ人たちはそのような配置は行っていなかった。

## 文献
- オデュッセイアには、オデュッセウスのメガロンについて多くの言及がある。
- Biers, William R.  1987. The Archaeology of Greece:  An Introduction.  (Ithaca:  Cornell University Press)
- Klein, Christopher P. (Editor in Chief) Gardner's Art Through the Ages. Tenth edition. Harcourt Brace (1996). ISBN 0-15-501141-3
- Vermeule, Emily, 1972. Greece in the Bronze Age (Chicago: University of Chicago Press).